# 기즈번 공항
기즈번 공항(영어: Gisborne Airport)은 뉴질랜드 기즈번에 위치한 공항이다.

## 운항 노선

### 국내선
| 항공사        | 목적지           |
| ------------- | ---------------- |
| 에어 뉴질랜드 | 오클랜드, 웰링턴 |

## 같이 보기
- 뉴질랜드의 항공사 목록